# Dornulme
Die Dornulme (Hemiptelea davidii) ist die einzige Art der monotypischen Pflanzengattung Hemiptelea innerhalb der Familie der Ulmengewächse (Ulmaceae). Sie stammt aus China sowie Korea und wird dort häufig für Heckenpflanzungen oder als Ziergehölz verwendet. Der deutsche Trivialname Dornulme weist auf die zu Dornen umgebildeten Kurztriebe hin.

## Beschreibung

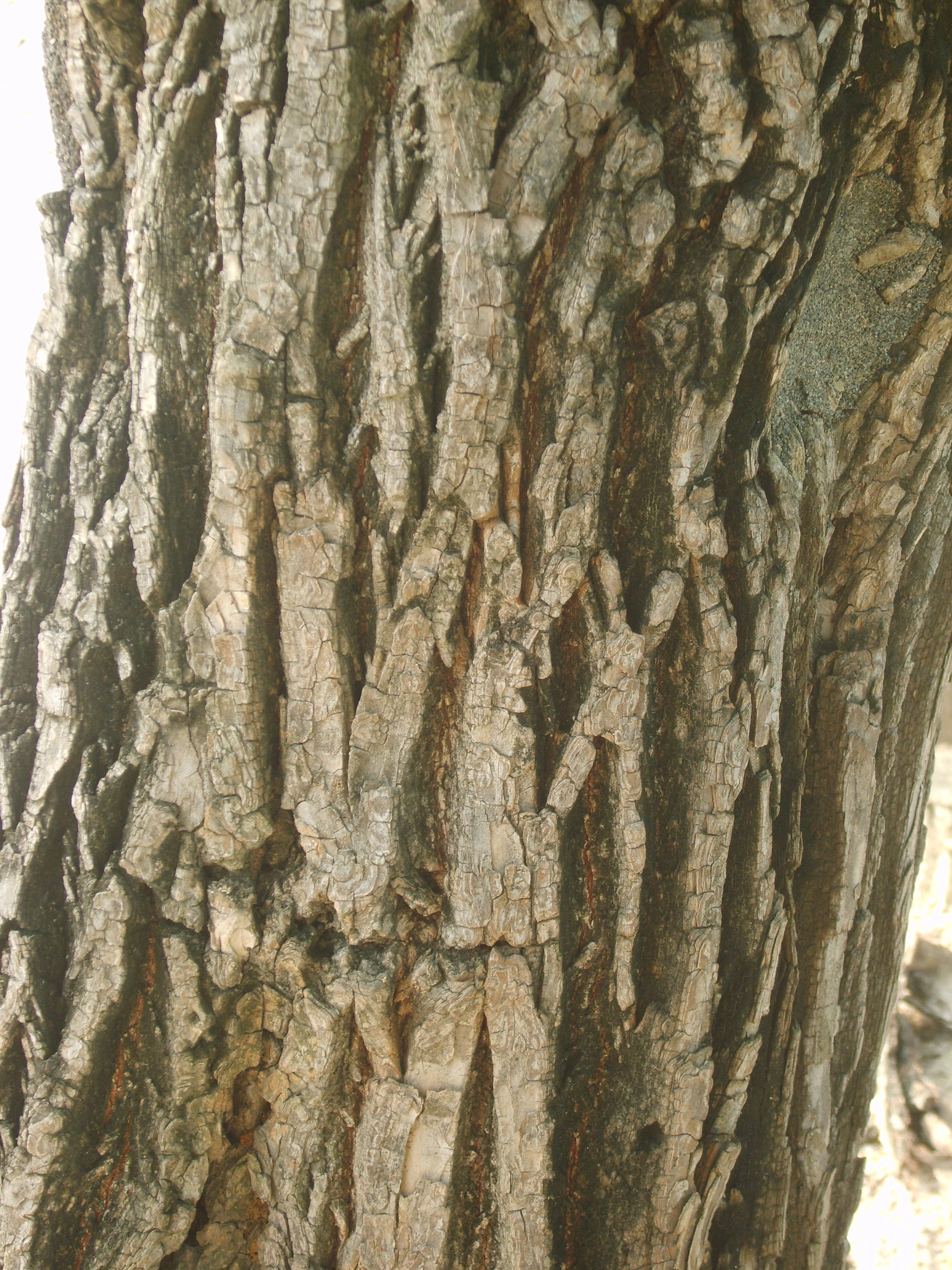
Borke

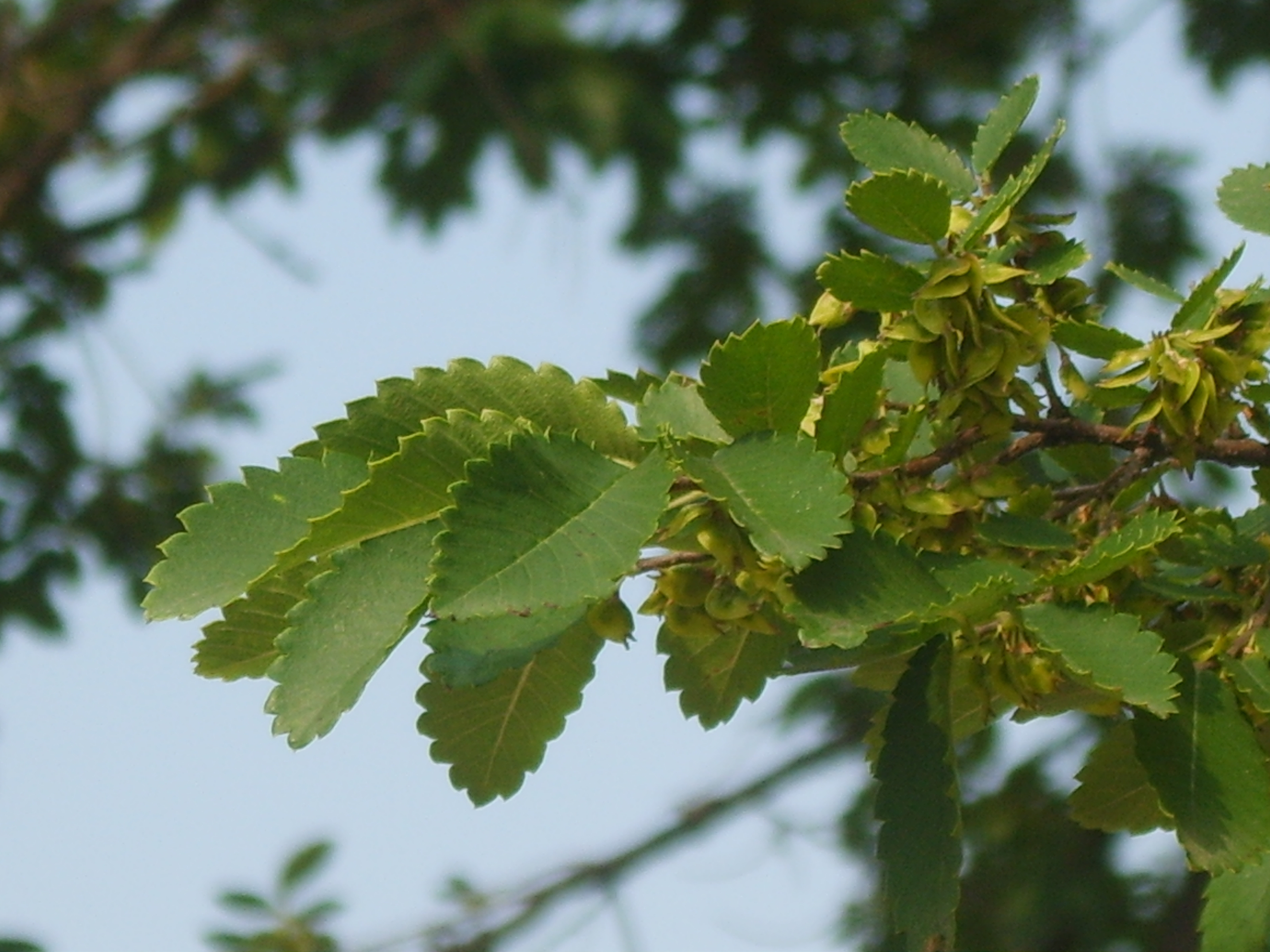
Zweig mit einfachen, gesägten Laubblättern und ausreifenden Flügelnüssen

### Erscheinungsbild und Blatt
Die Dornulme wächst als laubabwerfender, kleiner Baum mit ausladendem Wuchs oder als Strauch. In ihrer Heimat erreicht sie Wuchshöhen von 10, selten bis zu 12 (20) Metern. Die furchige Borke ist dunkelgrau bis gräulich-braun. Die oft starren Zweige besitzen eine gräulich-braune bis bräunlich-purpurfarbene, anfangs flaumig behaarte Rinde und 2 bis 10 Zentimeter lange, zu kräftigen Dornen umgebildete Kurztriebe. Die eiförmigen Winterknospen wachsen meist zu dritt in den Blattachseln.
Die wechselständig und zweizeilig an den Zweigen angeordneten Laubblätter sind in Blattstiel und -spreite gegliedert. Der flaumig behaarte Blattstiel ist bei einer Länge von 3 bis 5 Millimeter relativ kurz. Die einfache Blattspreite ist bei einer Länge von 4 bis 7 Zentimetern und einer Breite von 1,5 bis 3 Zentimetern elliptisch bis eiförmig oder verkehrt-eiförmig mit spitzem oder abgerundetem bis stumpfem oberem Ende. Die Spreitenbasis ist gerundet bis mehr oder weniger herzförmig, aber nicht schief wie häufig bei anderen Arten der Familie Ulmaceae. Der Blattrand ist grob gesägt mit stumpfen Zähnen. Die Blattoberseite ist dunkelgrün und spärlich behaart, die Unterseite ist heller und nur auf den Blattadern spärlich behaart. Es liegt Fiederaderung vor mit acht bis zwölf Blattadern auf jeder Seite der Mittelader, die bis zum Blattrand reichen und jeweils in den Blattzähnen enden. Die zwei häutigen, bei einer Länge von 3 bis 4 Millimetern länglichen bis lanzettlichen Nebenblätter hinterlassen beim Abfallen kurze, querlaufende Blattnarben auf jeder Seite der Blattbasis.

### Blüte und Frucht
In China reicht die Blütezeit im Frühjahr von April bis Mai und die Blüten erscheinen gleichzeitig mit den Laubblättern. Bei Hemiptelea davidii liegt Polygamie vor, aber die Blüten sind oft zwittrig oder männlich. Die gestielten Blüten stehen einzeln oder in Büscheln zu zweit bis viert in den Blattachseln der jungen Zweige. Die relativ kleinen Blüten sind vier- oder fünfzählig. Die vier oder fünf Blütenhüllblätter sind becherförmig verwachsen. Die vier oder fünf fertilen Staubblätter sind untereinander frei, aber mit der Basis der Blütenhüllblätter verwachsen. Die zwei Fruchtblätter sind zu einem oberständigen, einkammerigen, seitlich abgeflachten Fruchtknoten verwachsen, der nur eine Samenanlage enthält. Der kurze Griffel endet in zwei linealischen Narbenästen.
Auf der relativ kleinen Nussfrucht ist die Blütenhülle noch vorhanden und sie ist auf einer Seite geflügelt, also eine Flügelnuss. Die asymmetrische, schiefe Nussfrucht ist auf beiden Seiten abgeflacht und mit einer Länge von 5 bis 7 Millimetern eiförmig. Der schmale Flügel ist kammförmig. Der 2 bis 4 Millimeter lange und schlank gestielte Samen ist länglich sowie gekrümmt. Der aufrechte Embryo besitzt zwei breite Keimblätter (Kotyledonen). Die Frucht reift in China von September bis Oktober und ist dann gelblich-grün.

### Chromosomensatz
Die Chromosomenzahl beträgt 2n = 56.

## Vorkommen
Hemiptelea davidii ist in Korea und in den chinesischen Provinzen Anhui, Gansu, nördlichen Guangxi, Hebei, Heilongjiang, Henan, Hubei, Hunan, Jiangsu, Jiangxi, Jilin, Liaoning, Nei Mongol, Ningxia, Shaanxi, Shandong, Shanxi sowie Zhejiang verbreitet. Sie wächst in China in Höhenlagen unterhalb von 2000 Metern an Berghängen, Wegrändern und wird um Häuser herum gepflanzt.

## Systematik
Die Erstbeschreibung erfolgte 1868 unter dem Namen (Basionym) Planera davidii durch Henry Fletcher Hance in Journal of Botany, British and Foreign, Volume 6, 71, S. 333. Die Gattung Hemiptelea wurde 1872 durch Jules Émile Planchon in Comptes Rendus Hebdomadaires des Séances de l'Académie des Sciences, 74, S. 131 mit der Typusart Hemiptelea davidii (Hance) Planch aufgestellt. Weitere Synonyme für Hemiptelea davidii (Hance) Planch. sind: Zelkova davidiana Franch. ex Mottet, Hemiptelea davidiana Priemer, Zelkova davidii (Hance) Hemsl., Zelkova davidiana (Priemer) Bean.
Hemiptelea davidii ist die einzige Art der monotypischen Gattung Hemiptelea innerhalb der Familie der Ulmaceae.

## Nutzung
Hemiptelea davidii wird als Zierpflanze verwendet.
Aus dem harten Holz werden Geräte hergestellt. Die Fasern aus der Borke dienen der Herstellung von beispielsweise Säcken. Aus den zarten Laubblättern werden Getränke gewonnen. Aus den Samen wird ein Öl extrahiert.